# 科索章克申 (加利福尼亞州)
科索章克申（英語：Coso Junction）是位於美國加利福尼亞州因約縣的一個非建制地區。該地的面積和人口皆未知。

## 地理
科索章克申的座標為36°02′42″N 117°56′50″W / 36.04500°N 117.94722°W，而該地的平均海拔高度為1032米（即3386英尺）。